# Cyphorrhacus andinus
Cyphorrhacus andinus är en mångfotingart som beskrevs av Cook 1896. Cyphorrhacus andinus ingår i släktet Cyphorrhacus och familjen Platyrhacidae. Inga underarter finns listade i Catalogue of Life.